# طب الغوص

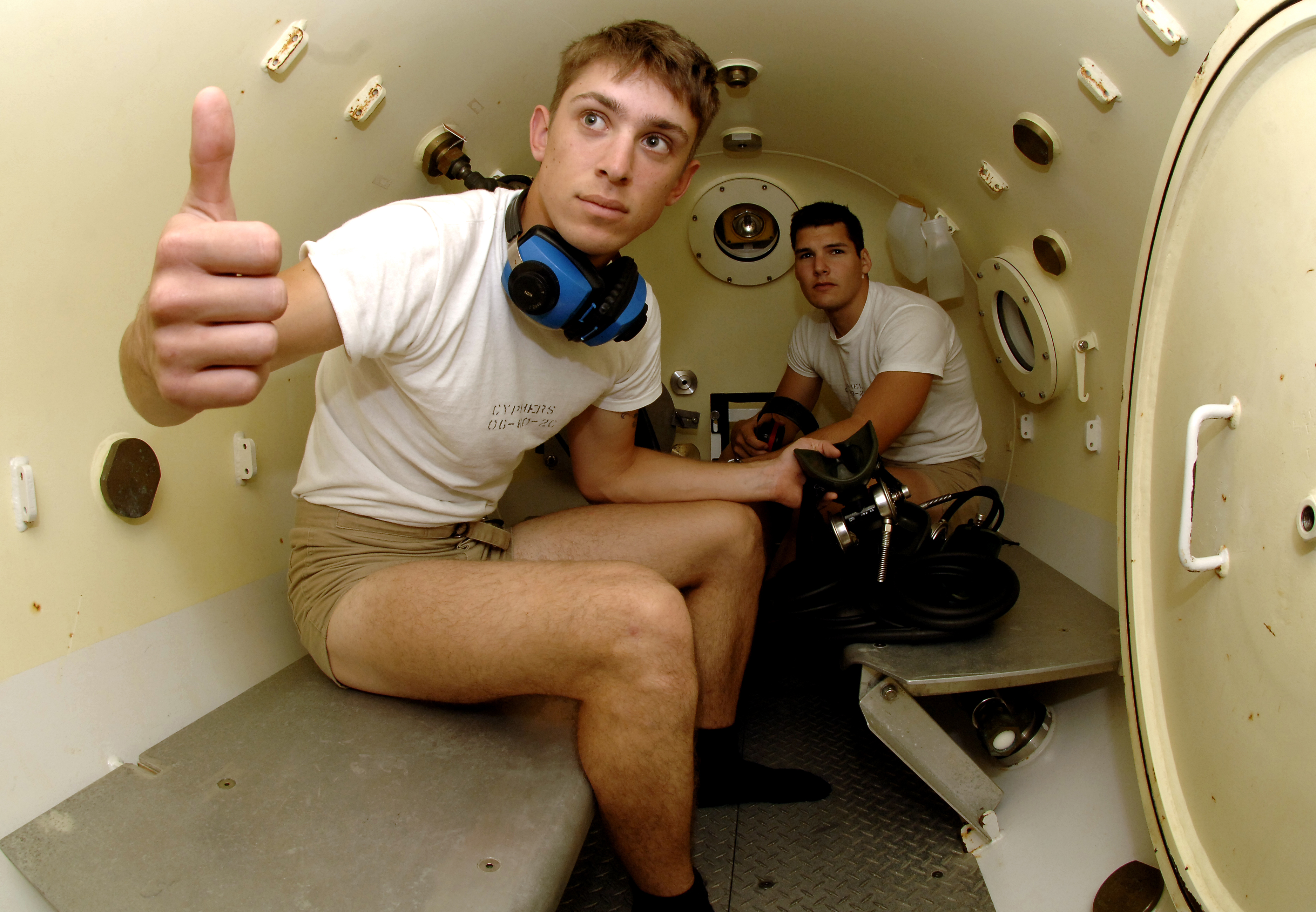
تُستخدم غرفة إعادة الضغط لعلاج بعض اضطرابات الغوص.

طب الغوص ويُطلق عليه أيضًا الطب تحت سطح البحر والضغط العالي (UHB)، هو التشخيص والعلاج والوقاية من الحالات التي يسببها نزول البشر تحت سطح البحر. ويشمل التأثيرات على الجسم للضغط على الغازات، وتشخيص وعلاج الحالات التي تسببها الأخطار البحرية وكيف تؤثر العلاقات بين لياقة الغواص في الغوص على سلامة الغواص. من المتوقع أيضًا أن يكون ممارسو الغطس مؤهلين في فحص الغواصين والغواصين المحتملين لتحديد مدى ملاءمتهم للغوص.
يعتبر الطب عالي الضغط مجالًا طبيعيًا مرتبطًا بالغوص، حيث تستخدم إعادة الضغط في غرفة الضغط العالي كعلاج لاثنين من أهم الأمراض المرتبطة بالغوص، وهما مرض تخفيف الضغط وانسداد الغازات الشريانية.
يتعامل طب الغوص مع البحوث الطبية في قضايا الغوص والوقاية من اضطرابات الغوص وعلاج حوادث الغوص ولياقة الغطس. يشمل المجال تأثير غازات التنفس وملوثاتها تحت الضغط العالي على جسم الإنسان والعلاقة بين الحالة الصحية الجسدية والنفسية للغواص وسلامته.
من الشائع في حوادث الغوص أن تحدث اضطرابات متعددة معًا وتتفاعل مع بعضها، سواء بشكل سببي أو كمضاعفات.
طب الغوص هو فرع من فروع الطب المهني والطب الرياضي، وعلى مستوى الإسعافات الأولية، جزء مهم من تعليم الغواص.